# Pusong Ligaw
Pusong Ligaw es una serie de televisión filipina transmitida por ABS-CBN desde el 24 de abril de 2017 hasta el 12 de enero de 2018.
Está protagonizada por Beauty González, Joem Bascon, Sofía Andrés, Diego Loyzaga y Enzo Pineda, y con las participaciones antagónicas de Bianca King, Raymond Bagatsing y Albie Casiño. 

## Elenco

### Elenco principal
- Beauty González como Teresa "Tessa/Teri" Magbanua-Laurel.
- Bianca King como Margarette "Marga" Dimaawa-Cervantes.
- Sofía Andrés como Vida Verdadero.
- Diego Loyzaga como Miraculo "Potpot/Ira" Policarpio / Rafael Magbanua.
- Enzo Pineda como Rafael "Rafa" Laurel.
- Joem Bascon como Carlito "Caloy" Cervantes.
- Raymond Bagatsing como Jaime Laurel.

### Elenco secundario
- Albie Casiño como Leon Laurel.
- Smokey Manaloto como Melchor Policarpio.
- Atoy Co como Danilo "Danny" Magbanua.
- Maureen Mauricio como Rowena Magbanua.
- Almira Muhlach como Didith Policarpio.
- Vangie Labalan como Gabriella "Lolay" Policarpio.
- Beverly Salviejo como Guadalupe "Guada" Epifania.
- Shalala como Asiong "Tita Asya".
- Rhed Bustamante como Melai Policarpio.
- Carla Humphries como Lauren.
- Jojit Lorenzo como Lito.
- Ysabel Ortega como Charlotte "Charlie" Quiñones.

### Elenco extendido
- Ricci Chan como Alex.
- IC Mendoza como Vinny.
- Chienna Filomeno como Shane.
- Nikki Gonzales
- John Matthew Uy
- Igy Boy Flores
- Benedict Campos
- Hiyasmin Neri como Andrea.
- Dawn Chang as Janine
- Franchesca Floirendo
- Luis Hontiveros
- Marinella Sevidal
- Angelo Alayon como JR
- Josef Elizalde
- Wilmer Abulencia como Buknoy.
- Alex Calleja
- Jong Cuenco como Padre Julian.
- Cora Waddell como Kayla Benoit.
- Lilygem Yuleres
- Josh de Guzman
- Clint Bondad como Simon.
- Manuel Chua como Marcus.
- Eslove Briones